# Zeno X
Zeno X is een Belgische kunstgalerie in Antwerpen voor vernieuwende, voornamelijk figuratieve schilderkunst binnen de hedendaagse kunst. Zij wordt geleid door Frank Demaegd. De schilders Luc Tuymans, Marlene Dumas, Raoul De Keyser, fotograaf Dirk Braeckman, schilder en filmer Michaël Borremans, multi-media kunstenaar Anne-Mie Van Kerckhoven, installatie- en videokunstenaar Stan Douglas en installatiekunstenaar en beeldhouwer Mark Manders maken deel uit van de kunstenaars die door deze galerie worden vertegenwoordigd. De galerij vertegenwoordigt ook de Amerikaanse kunstenaar Jack Whitten, evanals Grace Schwindt en Mircea Suciu.
De galerie is vaak vertegenwoordigd op grote internationale kunstbeurzen, zoals op Art Basel en Frieze.
Op 2 juli 2023 werd aangekondigd dat Zeno X de deuren sluit. 